# Bernard Panafieu

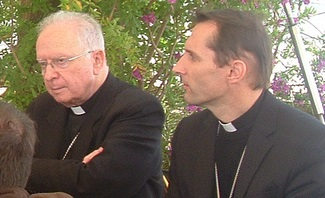
Bernard Panafieu (links) und Bischof Nicolas Brouwet (2009)

Wappen des Kardinals

Bernard Louis Auguste Paul Kardinal Panafieu (* 26. Januar 1931 in Châtellerault; † 12. November 2017 in Carpentras) war ein französischer Geistlicher und römisch-katholischer Erzbischof von Marseille.

## Leben
Bernard Panafieu, Sohn des Bankdirektors André Panafieu, studierte Philosophie und Katholische Theologie in Albi und Issy-les-Moulineaux und empfing am 22. April 1956 für das Erzbistum Albi das Sakrament der Priesterweihe. Anschließend arbeitete er als Gemeindeseelsorger, Schulkaplan, Studentenpfarrer und ab 1973 als Generalsekretär des Priesterrats von Albi.
Am 18. April 1974 ernannte ihn Papst Paul VI. zum Titularbischof von Thibilis und bestellte ihn zum Weihbischof in Annecy. Die Bischofsweihe spendete ihm am 9. Juni 1974 der Erzbischof von Albi, Claude Marie Joseph Dupuy; Mitkonsekratoren waren Jean-Baptiste Sauvage, Bischof von Annecy, und Henri Clément Victor Donze, Bischof von Lourdes. Am 30. November 1978 ernannte ihn Papst Johannes Paul II. zum Erzbischof von Aix-en-Provence und am 24. August 1994 zum Koadjutorerzbischof des Erzbistums Marseille, dessen Leitung er im April 1995 übernahm.
Johannes Paul II. nahm Panafieu am 21. Oktober 2003 als Kardinalpriester mit der Titelkirche San Gregorio Barbarigo alle Tre Fontane in das Kardinalskollegium auf. Kardinal Panafieu war Mitglied des Päpstlichen Rates für den Interreligiösen Dialog und des Päpstlichen Rates für Gerechtigkeit und Frieden. Er nahm am Konklave 2005 teil, in dem Benedikt XVI. zum Papst gewählt wurde. Am Konklave 2013 nahm Kardinal Panafieu nicht mehr teil, da er seinerzeit die Altersgrenze von 80 Jahren bereits überschritten hatte.
Mit Erreichen der im Codex iuris canonici für Bischöfe vorgesehenen Altersgrenze bot er Benedikt XVI. im Jahr 2006 seinen Rücktritt an, den dieser am 12. Mai desselben Jahres annahm. Bernard Panafieu war Mitglied des Ritterordens vom Heiligen Grab zu Jerusalem. Kardinal Panafieu erlag nach mehrjähriger Krankheit im November 2017 einer Lungenentzündung.